# Bajo Bidasoa
Bajo Bidasoa (en euskera: Bidasoa Beherea, también llamada Bidasoaldea) es una comarca de la provincia de Guipúzcoa, en el País Vasco (España). Unida a Hendaya, forma la comarca transfronteriza de Bidasoa-Txingudi.
Es la comarca más pequeña de Guipúzcoa con 71,6 km² y está situada en el noreste de la misma, lindando con Francia (Hendaya y Biriatou) al este, con Navarra (Cinco Villas) al sur, con la comarca de San Sebastián al oeste y con el mar Cantábrico al norte. Está compuesto por los municipios de Irún y Fuenterrabía. Posee una población de 79.001 habitantes (2018).
Geográficamente se corresponde a la margen izquierda del curso bajo del río Bidasoa, así como a la orilla izquierda de la Bahía de Txingudi, donde desemboca dicho río. La historia e idiosincrasia de la comarca está marcada por su condición fronteriza entre España y Francia (antiguamente entre Castilla, Francia y Navarra). Actualmente está tendiendo a estrechar lazos con la vecina localidad vasco-francesa de Hendaya situada en la otra orilla de la bahía, de tal forma que en la práctica la comarca de Bidasoa-Txingudi se extiende también a esta localidad.
| # | Municipio    | Alcalde                  | Partido Político | Población (2018) | % Población | Territorio km² |
| - | ------------ | ------------------------ | ---------------- | ---------------- | ----------- | -------------- |
| 1 | Irún         | Cristina Laborda Albolea | PSE-EE-PSOE      | 61.983           | 78,5        | 42,40          |
| 2 | Fuenterrabía | Igor Enparan Araneta     | Abotsanitz       | 17.018           | 21,5        | 28,63          |
|   | Bajo Bidasoa |                          |                  | 79.001           | 100         | 71,03          |